# البرلمان الوطني في بابوا غينيا الجديدة
البرلمان الوطني في بابوا غينيا الجديدة (بالإنجليزية: National Parliament of Papua New Guinea)‏ هو الهيئة التشريعية في بابوا غينيا الجديدة، الذي تأسس في 1975، ويتكون من 111  مقعداً.